# Heteroctenus garridoi
Espèce
Synonymes
- Rhopalurus garridoi Armas, 1974

Heteroctenus garridoi est une espèce de scorpions de la famille des Buthidae.

## Distribution
Cette espèce est endémique de la province de Guantánamo à Cuba. Elle se rencontre à Caimanera, San Antonio del Sur, Imías et Maisí.

## Description
Les mâles mesurent de 56 à 69 mm et les femelles de 60 à 80 mm.

## Systématique et taxinomie
Cette espèce a été décrite sous le protonyme Rhopalurus garridoi par Armas en 1974. Elle est placée dans le genre Heteroctenus par Esposito, Yamaguti, Souza, Pinto da Roacha et Prendini en 2017.

## Étymologie
Cette espèce est nommée en l'honneur d'Orlando H. Garrido.

## Publication originale
- Armas, 1974 : « Escorpiones del Archipielago Cubano. 4. Nueva especie de Rhopalurus (Scorpionida: Buthidae). » Poeyana, no 136, p. 1-12.